# Trictrac

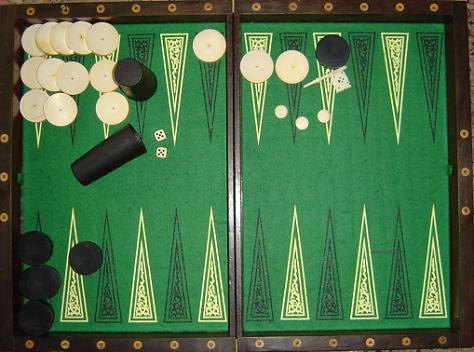
Spelbräde till trictrac, med brickor, tärningar, tärningsbägare och andra tillbehör.

Trictrac, även stavat triktrak, är ett ursprungligen franskt brädspel, besläktat med backgammon och bräde. I likhet med dessa spelas trictrac på ett rektangulärt spelbräde med tolv kilformade fält på vardera långsidan, två tärningar används och de båda spelarna har 15 brickor vardera.
Vid spelets början ligger alla brickorna på respektive spelares första fält, vilket är längst ned till höger på vit spelares sida, och hos svart spelare längst ned till vänster. Vit spelar sedan sina brickor medsols och svart motsols. Spelarna turas om att kasta tärningarna och sedan flytta en eller två av sina brickor lika många steg som antalet ögon på tärningarna. Skulle båda tärningarna visa samma antal ögon, har man rätt till ett extra kast.
I trictrac slår man inte ut motspelarens brickor, utan man spelar i stället med ett poängsystem. Ett tärningskast som skulle ha gett möjlighet att flytta till ett fält, där det står en ensam motspelarbricka, belönas med poäng efter en speciell skala. Poäng delas också ut till den spelare som först flyttat alla sina brickor runt brädet, och vidare kan poäng erhållas om man under spelets gång lyckas placera sina brickor i vissa förutbestämda positioner.
Den spelare som först uppnått 12 poäng vinner partiet. Vinnare av hela spelet är den spelare som först har vunnit 12 partier. Spelbräden speciellt avsedda för trictrac är försedda med hål längs långsidorna för att hålla ordning på antalet vunna partier.